# Douglas A. Irwin
Douglas A. Irwin (* 1962) ist ein US-amerikanischer Wirtschaftswissenschaftler.

## Leben
Irwin lehrt als Professor of Arts and Sciences an der wirtschaftswissenschaftlichen Fakultät des Dartmouth College in Hanover, New Hampshire. Er ist Autor, Co-Autor und Herausgeber von Büchern und anderen wissenschaftlichen Beiträgen zu Fragen der Wirtschaftsgeschichte, der Handelspolitik, hier besonders der USA von der Kolonialzeit bis heute sowie zum Freihandel.
Irwin war Berater im President’s Council of Economic Advisers und Mitglied des Board of Governors des Federal Reserve Systems.

## Veröffentlichungen (Auswahl)
- mit Maurice Obstfeld (Hrsg.): Floating Exchange Rates at Fifty. Peterson Institute for International Economics, Washington 2024, ISBN 978-0-88132-749-6.
- Clashing over Commerce: A History of US Trade Policy. University of Chicago Press, Chicago 2017, ISBN 978-0-226-39896-9.
- Peddling Protection: Smoot-Hawley and the Great Depression. Princeton University Press, Princeton, New Jersey 2011, ISBN 978-0-691-15032-1.[1]
- Free Trade under Fire. 3. Auflage. Princeton University Press, 2009, ISBN 978-0-691-14315-6.
- mit Petros Mavroidis und Alan Sykes: The Genesis of the GATT. Cambridge University Press, Cambridge 2008.
- Three Simple Principles of Trade Policy. American Enterprise Institute, 1996, ISBN 0-8447-7079-5.
- Against the Tide: An Intellectual History of Free Trade. Princeton University Press, Princeton, New Jersey 1996, ISBN 0-691-01138-9.
- zusammen mit Jagdish Bhagwati: Political Economy and International Economics. The MIT Press, Cambridge, Massachusetts 1996, ISBN 0-262-52218-7.
- als Herausgeber mit Robert C. Feenstra und Gene M. Grossman: The Political Economy of Trade Policy: Papers in Honor of Jagdish Bhagwati. The MIT Press, Cambridge, Massachusetts 1996, ISBN 0-262-06186-4.
- Trade in the Pre-Modern Era, 1400–1700. E. Elgar, Brookfield, Vermont, USA 1996, ISBN 1-85278-989-1.
- Mercantilism as Strategic Trade Policy. The Anglo-Dutch Rivalry for the East India Trade. In: The Journal of Political Economy. Vol. 99 No 6, Dezember, 1991, S. 1296–1314 (PDF; 2,0 MB)